# 三十号乡
三十号乡，是中华人民共和国吉林省松原市长岭县下辖的一个乡镇级行政单位。

## 行政区划
三十号乡下辖以下地区：
三十号村、五撮村、三十一村、三十二村、腰井子村和顺山堡村。